# 퍼퓸 지니어스
마이클 알든 헤드레어스(영어: Michael Alden Hadreas, 1981년 9월 25일 ~ )는 미국의 가수로 퍼퓸 지니어스(영어: Perfume Genius)라는 이름으로 활동하고 있다. 주로 성적 지향이나, 크론병과의 개인적인 투쟁, 가정 학대, 현대 사회에서 동성애자들이 맞을 수 있는 위험 등을 포함한 주제를 노래한다.

## 어린 시절
헤드레어스는 1981년 9월 25일 아이오와주의 디모인에서 그리스계의 부모님 사이에서 태어났다. 이후 6살에서 7살 정도가 되었을 때 워싱턴주의 시애틀로 이사를 갔다. 이후에는 학교에서 미술을 배웠고 어렸을 때부터 피아노 레슨을 받았다. 엄마는 특수 교육 교사로 현재는 중학교의 교장을 맞고 있다. 아빠는 헤드레어스가 청소년일 때 이혼하였다.
자라면서 헤드레어스는 학교에서 유일하게 커밍아웃을 한 동성애자 학생이었고, 살해 위협을 받기도 하였지만 학교에서는 이를 묵인하였다. 결국 고3이 되던 해에 자퇴를 하였고, 2년 후에는 동네 청년 몇 명에게 습격을 당하기도 하였다. 브루클린의 윌리엄스버그로 거처를 옮긴 후에는 이스트빌리지의 한 클럽에서 문지기로 일하였고, 2005년부터는 시애틀로 다시 돌아가 음악을 하기 시작하였다. 2008년에 헤드레어스는 마이스페이스에서 퍼퓸 지니어스라는 이름으로 활동하면서 본격적인 음악 경력을 시작하였다. 그 이름은 톰 티크베어가 감독한 2006년 영화 향수: 어느 살인자의 이야기를 보고, 그 영화에 나오는 천재적인 향수 제작자에서 따왔다.

## 경력

### 《Learning》
지니어스의 첫 음반인 《Learning》은 2010년 6월 21일 유럽에서는 턴스타일 레코드, 미국에서는 마타도르 레코드를 통해서 발매되었다. 트랙의 대부분은 지니어스의 집에서 녹음하였다. 음반은 평론가들로부터 찬사를 받았으며, 피치포크에서는 10점 만점 중 8.2점을 부여하였다. 그리고 시애틀의 베라 프로젝트에서 어 서니사이드 데이 인 글래스고 밴드의 오프닝을 맡으면서 첫 번째 라이브 공연을 펼쳤다.

### 《Put Your Back N 2 It》
지니어스의 두 번째 음반인 《Put Your Back N 2 It》이 2012년 2월 20일에 발매되었다. 1집과 마찬가지로 음반은 음악 평론가와 팬들 모두에게 찬사를 받았다. 피치포크에서는 8.4점을 부여하였다.
음반 홍보를 위해 선공개한 비디오 중 지니어스가 포르노 배우인 아르퍼드 미클로스와 서로를 포옹하고 있는 영상을 유튜브에 게시하였다.

### 《Too Bright》
2014년 9월 23일, 지니어스는 세 번째 정규 음반 《Too Bright》를 공개하였다. 음반에서는 영국의 밴드 포티스헤드의 에이드리언 우틀리와 알리 챈트가 공동으로 프로듀싱하였으며, 이전과 같이 비평적인 부분에서 찬사를 받았다. 이 음반은 지니어스의 변화하는 발걸음이었고, 음악 경력에 있어 새로운 업적을 남겼다. 여러 잡지사 및 리뷰 사이트에서도 극찬을 하였으며 피치포크에서는 8.5점을 주면서 "이 트랙리스트에 있는 것은 노래처럼 안 느껴지고 보물처럼 느껴진다. 마치 나를 힘과 지혜로 채워주는 듯한 보물"이라는 평을 남겼다.
음반이 발매되고 난 후 지니어스는 헤드라인 쇼를 매진시켰다. 2014년 10월 30일에는 레이트 쇼 위드 데이비드 레터먼에 출현하여 "Queen"을 불렀다. 2015년 4월에는 잡지 헬로 미스터의 커버를 장식하였다.
지니어스는 샤론 밴 이튼과 함께 2016년 5월 20일, 더 내셔널의 멤버들이 프로듀서로 참가한 자선 음반 《Day of the Dead》에 그레이트풀 데드의 "To Lay Me Down"을 부르며 참여하였다. 이 음반의 모든 수익은 레드 핫 오가니제이션을 통하여 HIV/AIDS 및 전 세계의 건강 관련 문제에 기부되었다.
2016년 9월 16일 지니어스는 프라다와 협력하여 엘비스 프레슬리의 곡 〈Can't Help Falling in Love〉를 발매하였다. 이 음악은 프라다의 라 팜므와 롬므 향수의 광고 캠페인에 사용됐다.

### 《No Shape》
지니어스는 페이더의 2017년 3/4월 분 잡지의 커버를 장식함과 동시에, 다음 음반 작업에 대한 장문의 특집 기사를 담았다. 잡지가 출판된 그 다음 주 지니어스는 새 음악과 관한 여러 비디오와 오디오 클립을 올렸다. 2017년 3월 21일 정규 4집 음반 《No Shape》를 발표하였다. 이와 동시에 첫 싱글 〈Slip Away〉의 뮤직 비디오를 공개하였다. 이전에 비요크와 함께 작업한 적이 있었던 앤드류 토마스 황이 감독을 맡았다. 4월 19일에는 두 번째 싱글 〈Go Ahead〉을 발매하고, 트위터에서 라이브를 진행하며 팬들과 Q&A를 하였다.
《No Shape》는 2017년 5월 5일 마타도르 레코드를 통해서 발매되었다. 이 음반은 피오나 애플, 존 레전드, 앨라배마 셰이크스 등의 음반에 참여한 블레이크 밀스가 프로듀싱을 맡았으며, 그래미 어워드 수상자인 엔지니어 숀 에버렛이 믹싱을 맡았다. 이전 작들과 똑같이 음악 평론가들의 찬사가 이어졌으며, 피치포크에서는 8.8점을 부여하면서 "베스트 뉴앨범"으로 선정함과 동시에 "사랑과 헌신의 부드럽고 초월적이다"라고 언급하였다. 가디언에서는 이 음반에 독특한 재능이 만개하는 것처럼 들린다고 논평하였다.
2017년 5월 9일, 지니어스는 플로리아 시지스몬디가 연출한 〈Die 4 You〉의 비디오를 공개하였다. 2019년에는 동명의 소설을 원작으로한 영화 더 골드핀치의 트레일러의 〈Otherside〉가 사용되었다.

### 《Set My Heart on Fire Immediately》
2020년 2월 25일, 지니어스는 싱글 〈Describe〉를 발매하였다. 3월 16일에는 다른 싱글 〈On the Floor〉를 발매하였다. 두 곡은 모두 지니어스가 2020년 5월 15일에 발표한 다섯 번째 정규 음반 《Set My Heart on Fire Immediately》에 수록되었다.

## 수상 및 후보
| 연도 | 상                  | 대상                           | 부문                               | 결과 |
| ---- | ------------------- | ------------------------------ | ---------------------------------- | ---- |
| 2014 | 로버 어워즈 뮤직 폴 | 자신                           | 베스트 팝 아티스트                 | 후보 |
| 2014 | 로버 어워즈 뮤직 폴 | "Queen"                        | 베스트 프로모 비디오               | 후보 |
| 2015 | 도리언 어워즈       | "Queen"                        | 올해의 뮤직 비디오                 | 후보 |
| 2017 | 뮤직 위크           | "I Can't Help Falling in Love" | 베스트 싱크 온라인 바이럴 애드버트 | 수상 |
| 2017 | 로버 어워즈 뮤직 폴 | 자신                           | 최우수 송라이터                    | 후보 |
| 2017 | 베스트 아트 비닐    | No Shape                       | 베스트 아트 비닐                   | 후보 |
| 2017 | A2IM 리베라 어워즈  | Toyatathon 2016 Ad Spot        | 베스트 싱크 유제이지               | 후보 |
| 2018 | A2IM 리베라 어워즈  | "Wreath" 비디오 콘테스트       | 마케팅 지니어스                    | 후보 |
| 2018 | A2IM 리베라 어워즈  | "Die 4 You"                    | 올해의 비디오                      | 수상 |
| 2018 | GLAAD 미디아 어워즈 | No Shape                       | 최우수 뮤직 아티스트               | 후보 |
| 2019 | A2IM 리베라 어워즈  | "Eighth Grade" 트레일러        | 베스트 싱크 유제이지               | 후보 |
| 2020 | A2IM 리베라 어워즈  | 더 골드핀치 트레일러           | 베스트 싱크 유제이지               | 미정 |

## 디스코그래피
- 《Learning》 (2010)
- 《Put Your Back N 2 It》 (2012)
- 《Too Bright》 (2014)
- 《No Shape》 (2017)
- 《Set My Heart on Fire Immediately》 (2020)